# درژنیتسا (بویانوواتس)
درژنیتسا (به صربی: Drežnica) یک منطقهٔ مسکونی در صربستان است که در بوجانوواچ واقع شده‌است. درژنیتسا ۸۶ نفر جمعیت دارد و ۴۸۶ متر بالاتر از سطح دریا واقع شده‌است.